# Campeonato de Primera C 1998-99 (Argentina)
El Campeonato de Primera C 1998/99 fue la sexagésima quinta temporada de la categoría y la decimosegunda de esta división como cuarta categoría del fútbol argentino. Fue disputado entre el 22 de agosto de 1998 y el 24 de julio de 1999 por 18 equipos.
En este torneo se incorporaron Colegiales y Defensores Unidos (descendidos de la Primera B), y Juventud Unida y Lugano (campeón y ganador del reducido de la Primera D).
El campeón fue Defensores de Cambaceres, que ganó tanto el Apertura como el Clausura y se consagró campeón del campeonato. El ganador del torneo reducido fue Colegiales.
Los 2 descensos a Primera D correspondieron a Juventud Unida y Lugano, últimos en la tabla de promedios.

## Ascensos y descensos
| Promedio | Descendidos de la Primera C 1997-98 |
| -------- | ----------------------------------- |
| 17.°     | Ferrocarril Midland                 |
| 18.°     | Claypole                            |

| Posición  | Ascendidos de la Primera D 1997-98 |
| --------- | ---------------------------------- |
| Campeón   | Juventud Unida                     |
| Gan. red. | Lugano                             |

| Posición   | Ascendidos a la Primera B 1998-99 |
| ---------- | --------------------------------- |
| Campeón    | Flandria                          |
| Gan. Final | General Lamadrid                  |

| Promedio | Descendidos de la Primera B 1997-98 |
| -------- | ----------------------------------- |
| 17.º     | Defensores Unidos                   |
| 18.º     | Colegiales                          |

## Equipos participantes
| Equipo                | Ciudad       | Estadio                    | Capacidad |
| --------------------- | ------------ | -------------------------- | --------- |
| Atlético Campana      | Campana      | Coliseo de Mitre y Puccini | 12.000    |
| Barracas Central      | Buenos Aires | Barracas Central           | 4400      |
| Cañuelas              | Cañuelas     | Jorge Alfredo Arín         | 1500      |
| Colegiales            | Munro        | Libertarios Unidos         | 6000      |
| Comunicaciones        | Buenos Aires | Alfredo Ramos              | 3500      |
| Def. de Cambaceres    | Ensenada     | 12 de Octubre              | 3000      |
| Defensores Unidos     | Zárate       | Gigante de Villa Fox       | 6000      |
| Deportivo Merlo       | Merlo        | José Manuel Moreno         | 7500      |
| Deportivo Paraguayo   | Buenos Aires | Juan Antonio Arias         | 3000      |
| Deportivo Riestra     | Buenos Aires | Guillermo Laza             | 3000      |
| Excursionistas        | Buenos Aires | Excursionistas             | 7200      |
| Ituzaingó             | Ituzaingó    | Carlos Sacaan              | 3500      |
| Justo José de Urquiza | Loma Hermosa | Ramón Roque Martín         | 2500      |
| Juventud Unida        | San Miguel   | Néstor Bedgni              | 3200      |
| Liniers               | San Justo    | Juan Antonio Arias         | 3000      |
| Lugano                | Tapiales     | José María Moraños         | 1500      |
| Luján                 | Luján        | Municipal de Luján         | 2000      |
| San Martín            | Burzaco      | Francisco Boga             | 5000      |

| 1. |

### Distribución geográfica de los equipos
| Región                                   | Cant. | Equipos |
| ---------------------------------------- | ----- | --- |
| Conurbano bonaerense                     | 8     | Colegiales, Deportivo Merlo, Ituzaingó, Justo José de Urquiza, Juventud Unida, Liniers, Lugano y San Martín (B) |
| Ciudad de Buenos Aires                   | 5     | Barracas Central, Comunicaciones, Deportivo Paraguayo, Deportivo Riestra y Excursionistas                       |
| Interior de la provincia de Buenos Aires | 4     | Atlético Campana, Cañuelas, Defensores Unidos y Luján                                                           |
| Gran La Plata                            | 1     | Defensores de Cambaceres                                                                                        |

## Formato

### Competición
Se disputaron dos torneos llamados Apertura y Clausura. En cada uno de ellos, los 18 equipos se enfrentaron todos contra todos. Ambos se jugaron a una sola rueda. Los partidos disputados en el Torneo Clausura representaron los desquites de los del Torneo Apertura, invirtiendo la localía. Si el ganador de ambas fases fuera el mismo equipo, sería el campeón. En cambio, si los ganadores del Apertura y el Clausura fueran dos equipos distintos disputarían una final a dos partidos para determinarlo.

### Ascensos
Al ganar los dos torneos el mismo equipo, se consagró campeón y obtuvo el ascenso. Los ocho equipos mejor ubicados en la tabla de posiciones final, a excepción del campeón, clasificaron al Torneo reducido cuyo ganador obtuvo el segundo ascenso.

### Descensos
El promedio se calculó con los puntos obtenidos en la fase regular de los torneos de 1996-97, 1997-98 y 1998-99. Los equipos que ocuparon los dos últimos lugares de la tabla de promedios descendieron a la Primera D.

## Torneo Apertura
| Pos. | Equipo              | Pts. | PJ | PG | PE | PP | GF | GC | Dif. |
| ---- | ------------------- | ---- | -- | -- | -- | -- | -- | -- | ---- |
| 01.º | Def. de Cambaceres  | 40   | 17 | 13 | 1  | 3  | 42 | 21 | 21   |
| 02.º | Excursionistas      | 32   | 17 | 8  | 8  | 1  | 28 | 17 | 11   |
| 03.º | Comunicaciones      | 30   | 17 | 9  | 3  | 5  | 23 | 20 | 3    |
| 04.º | Ituzaingó           | 29   | 17 | 9  | 2  | 6  | 21 | 16 | 5    |
| 05.º | Luján               | 28   | 17 | 8  | 4  | 5  | 28 | 20 | 8    |
| 06.º | Atlético Campana    | 28   | 17 | 7  | 7  | 3  | 25 | 17 | 8    |
| 07.º | San Martín          | 28   | 17 | 8  | 4  | 5  | 25 | 18 | 7    |
| 08.º | Cañuelas            | 25   | 17 | 7  | 4  | 6  | 23 | 20 | 3    |
| 09.º | Deportivo Riestra   | 22   | 17 | 6  | 4  | 7  | 23 | 24 | −1   |
| 10.º | J.J. Urquiza        | 21   | 17 | 5  | 6  | 6  | 23 | 25 | −2   |
| 11.º | Barracas Central    | 21   | 17 | 6  | 3  | 8  | 29 | 34 | −5   |
| 12.º | Deportivo Paraguayo | 20   | 17 | 5  | 5  | 7  | 24 | 30 | −6   |
| 13.º | Defensores Unidos   | 20   | 17 | 6  | 2  | 9  | 17 | 24 | −7   |
| 14.º | Deportivo Merlo     | 18   | 17 | 3  | 9  | 5  | 25 | 24 | 1    |
| 15.º | Colegiales          | 18   | 17 | 5  | 3  | 9  | 24 | 30 | −6   |
| 16.º | Juventud Unida      | 15   | 17 | 3  | 6  | 8  | 15 | 26 | −11  |
| 17.º | Liniers             | 14   | 17 | 2  | 8  | 7  | 17 | 24 | −7   |
| 18.º | Lugano              | 9    | 17 | 2  | 3  | 12 | 12 | 34 | −22  |

|  | Ganador del Torneo Apertura. |

|  |

## Torneo Clausura
| Pos. | Equipo              | Pts. | PJ | PG | PE | PP | GF | GC | Dif. |
| ---- | ------------------- | ---- | -- | -- | -- | -- | -- | -- | ---- |
| 01.º | Def. de Cambaceres  | 46   | 17 | 15 | 1  | 1  | 45 | 14 | 31   |
| 02.º | Atlético Campana    | 33   | 17 | 10 | 3  | 4  | 32 | 18 | 14   |
| 03.º | Colegiales          | 32   | 17 | 9  | 5  | 3  | 24 | 16 | 8    |
| 04.º | Cañuelas            | 24   | 17 | 7  | 3  | 7  | 21 | 27 | −6   |
| 05.º | San Martín          | 23   | 17 | 6  | 5  | 6  | 24 | 20 | 4    |
| 06.º | Ituzaingó           | 23   | 17 | 6  | 5  | 6  | 17 | 19 | −2   |
| 07.º | Deportivo Paraguayo | 23   | 17 | 6  | 5  | 6  | 24 | 27 | −3   |
| 08.º | Luján               | 22   | 17 | 4  | 10 | 3  | 22 | 19 | 3    |
| 09.º | Excursionistas      | 22   | 17 | 5  | 7  | 5  | 23 | 24 | −1   |
| 10.º | J.J. Urquiza        | 20   | 17 | 5  | 5  | 7  | 15 | 19 | −4   |
| 11.º | Defensores Unidos   | 20   | 17 | 6  | 2  | 9  | 25 | 33 | −8   |
| 12.º | Comunicaciones      | 20   | 17 | 6  | 8  | 3  | 27 | 13 | 14   |
| 13.º | Liniers             | 18   | 17 | 3  | 9  | 5  | 24 | 22 | 2    |
| 14.º | Barracas Central    | 18   | 17 | 5  | 3  | 9  | 26 | 29 | −3   |
| 15.º | Deportivo Merlo     | 18   | 17 | 4  | 6  | 7  | 18 | 22 | −4   |
| 16.º | Deportivo Riestra   | 17   | 17 | 4  | 5  | 8  | 16 | 26 | −10  |
| 17.º | Juventud Unida      | 16   | 17 | 2  | 10 | 5  | 18 | 25 | −7   |
| 18.º | Lugano              | 12   | 17 | 4  | 0  | 13 | 19 | 47 | −28  |

|  | Ganador del Torneo Clausura. |

|  |

### Resultados
| Fecha 1           | Fecha 1   | Fecha 1                  | Fecha 1     |
| Equipo Local      | Resultado | Equipo Visitante         | Fecha       |
| ----------------- | --------- | ------------------------ | ----------- |
| Juventud Unida    | 0 - 4     | Defensores de Cambaceres | 20 de marzo |
| Comunicaciones    | 1 - 1     | Luján                    | 20 de marzo |
| Liniers           | 1 - 1     | Campana                  | 20 de marzo |
| Riestra           | 2 - 2     | Cañuelas                 | 20 de marzo |
| Merlo             | 3 - 1     | Lugano                   | 20 de marzo |
| Colegiales        | 0 - 0     | Barracas Central         | 20 de marzo |
| Defensores Unidos | 1 - 3     | Paraguayo                | 20 de marzo |
| Ituzaingó         | 2 - 2     | Excursionistas           | 20 de marzo |
| San Martín        | 0 - 0     | J. J. Urquiza            | 20 de marzo |

| Fecha 2                  | Fecha 2   | Fecha 2           | Fecha 2     |
| Equipo Local             | Resultado | Equipo Visitante  | Fecha       |
| ------------------------ | --------- | ----------------- | ----------- |
| Defensores de Cambaceres | 3 - 0     | J. J. Urquiza     | 27 de marzo |
| Excursionistas           | 2 - 2     | San Martín        | 27 de marzo |
| Paraguayo                | 2 - 2     | Ituzaingó         | 27 de marzo |
| Barracas Central         | 2 - 4     | Defensores Unidos | 27 de marzo |
| Cañuelas                 | 4 - 3     | Merlo             | 27 de marzo |
| Campana                  | 4 - 1     | Riestra           | 27 de marzo |
| Luján                    | 1 - 1     | Liniers           | 27 de marzo |
| Juventud Unida           | 0 - 1     | Comunicaciones    | 27 de marzo |
| Lugano                   | 1 - 2     | Colegiales        | 28 de marzo |

## Tabla de posiciones del campeonato
| Pos. | Equipo              | Pts. | PJ | PG | PE | PP | GF | GC | Dif. |
| ---- | ------------------- | ---- | -- | -- | -- | -- | -- | -- | ---- |
| 01.º | Def. de Cambaceres  | 86   | 34 | 28 | 2  | 4  | 87 | 35 | 52   |
| 02.º | Atlético Campana    | 61   | 34 | 17 | 10 | 7  | 57 | 35 | 22   |
| 03.º | Excursionistas      | 54   | 34 | 13 | 15 | 6  | 51 | 41 | 10   |
| 04.º | Ituzaingó           | 52   | 34 | 15 | 7  | 12 | 38 | 35 | 3    |
| 05.º | San Martín          | 51   | 34 | 14 | 9  | 11 | 49 | 38 | 11   |
| 06.º | Comunicaciones      | 50   | 34 | 15 | 11 | 8  | 50 | 33 | 17   |
| 07.º | Luján               | 50   | 34 | 12 | 14 | 8  | 50 | 39 | 11   |
| 08.º | Colegiales          | 50   | 34 | 14 | 8  | 12 | 48 | 46 | 2    |
| 09.º | Cañuelas            | 49   | 34 | 14 | 7  | 13 | 44 | 47 | −3   |
| 10.º | Deportivo Paraguayo | 43   | 34 | 11 | 10 | 13 | 48 | 57 | −9   |
| 11.º | J.J. Urquiza        | 41   | 34 | 10 | 11 | 13 | 38 | 44 | −6   |
| 12.º | Defensores Unidos   | 40   | 34 | 12 | 4  | 18 | 42 | 57 | −15  |
| 13.º | Barracas Central    | 39   | 34 | 11 | 6  | 17 | 55 | 63 | −8   |
| 14.º | Deportivo Riestra   | 39   | 34 | 10 | 9  | 15 | 39 | 50 | −11  |
| 15.º | Deportivo Merlo     | 36   | 34 | 7  | 15 | 12 | 43 | 46 | −3   |
| 16.º | Liniers             | 32   | 34 | 5  | 17 | 12 | 41 | 46 | −5   |
| 17.º | Juventud Unida      | 31   | 34 | 5  | 16 | 13 | 33 | 51 | −18  |
| 18.º | Lugano              | 21   | 34 | 6  | 3  | 25 | 31 | 81 | −50  |

|  | Se coronó campeón al ganar el Apertura y el Clausura. |
|  | Clasificados al Torneo Reducido.                      |

|  |

## Torneo Reducido
Los 8 equipos mejores ubicados de la Tabla de posiciones del campeonato, excluyendo al campeón, participan del torneo reducido, el ganador obtendrá el segundo ascenso a la Primera B.
Nota: Los partidos son ida y vuelta con ventaja deportiva para el mejor ubicado en la tabla.
|  | Cuartos de final               | Cuartos de final               | Cuartos de final               |   |                | Semifinales                   | Semifinales                   | Semifinales                   |  |  | Final                          | Final                          | Final                          |
|  | del 19 de junio al 26 de junio | del 19 de junio al 26 de junio | del 19 de junio al 26 de junio |   |                | del 5 de junio al 12 de junio | del 5 de junio al 12 de junio | del 5 de junio al 12 de junio |  |  | del 19 de junio al 26 de junio | del 19 de junio al 26 de junio | del 19 de junio al 26 de junio |
|  |                                |                                |                                |   |                |                               |                               |                               |  |  |                                |                                |                                |
|  | San Martín                     | 0                              | 3                              |   |                |                               |                               |                               |  |  |                                |                                |                                |
|  | Comunicaciones                 | 1                              | 3                              |   |                |                               |                               |                               |  |  |                                |                                |                                |
|  | Comunicaciones                 | 1                              | 3                              |   | Comunicaciones | 0                             | 1                             |                               |  |  |                                |                                |                                |
|  |                                |                                |                                |   | Comunicaciones | 0                             | 1                             |                               |  |  |                                |                                |                                |
|  |                                | Ituzaingó                      | 0                              | 1 |                |                               |                               |                               |  |  |                                |                                |                                |
|  | Ituzaingó                      | Ituzaingó                      | 0                              | 1 | 2              | 2                             |                               |                               |  |  |                                |                                |                                |
|  | Ituzaingó                      |                                |                                |   | 2              | 2                             |                               |                               |  |  |                                |                                |                                |
|  | Luján                          | 1                              | 0                              |   |                |                               |                               |                               |  |  |                                |                                |                                |
|  |                                |                                |                                |   |                |                               |                               |                               |  |  | Ituzaingó                      | 0                              | 0                              |
|  |                                |                                | Colegiales                     | 1 | 2              |                               |                               |                               |  |  |                                |                                |                                |
|  | Campana                        | 2                              | 0                              |   |                |                               |                               |                               |  |  |                                |                                |                                |
|  | Cañuelas                       | 0                              | 1                              |   |                |                               |                               |                               |  |  |                                |                                |                                |
|  | Cañuelas                       | 0                              | 1                              |   | Campana        | 0                             | 1                             |                               |  |  |                                |                                |                                |
|  |                                |                                |                                |   | Campana        | 0                             | 1                             |                               |  |  |                                |                                |                                |
|  |                                | Colegiales                     | 2                              | 1 |                |                               |                               |                               |  |  |                                |                                |                                |
|  | Excursionistas                 | Colegiales                     | 2                              | 1 | 0              | 0                             |                               |                               |  |  |                                |                                |                                |
|  | Excursionistas                 |                                |                                |   | 0              | 0                             |                               |                               |  |  |                                |                                |                                |
|  | Colegiales                     | 2                              | 0                              |   |                |                               |                               |                               |  |  |                                |                                |                                |

## Tabla de descenso
| Pos | Equipo                | Promedio | 1996/97 | 1997/98 | 1998/99 | Pts | PJ  |
| --- | --------------------- | -------- | ------- | ------- | ------- | --- | --- |
| 1º  | Def. de Cambaceres    | 1,980    | 52      | 64      | 86      | 202 | 102 |
| 2º  | Atlético Campana      | 1,824    | -       | 63      | 61      | 124 | 68  |
| 3º  | Ituzaingó             | 1,775    | 67      | 62      | 52      | 181 | 102 |
| 4º  | Comunicaciones        | 1,500    | -       | 52      | 50      | 102 | 68  |
| 5º  | San Martín de Burzaco | 1,490    | 38      | 63      | 51      | 152 | 102 |
| 6º  | Colegiales            | 1,470    | -       | -       | 50      | 50  | 34  |
| 7º  | Cañuelas              | 1,470    | 45      | 56      | 49      | 150 | 102 |
| 8º  | Luján                 | 1,314    | 49      | 35      | 50      | 134 | 102 |
| 9º  | Excursionistas        | 1,255    | 53      | 21      | 54      | 128 | 102 |
| 10º | J. J. Urquiza         | 1,186    | 38      | 42      | 41      | 121 | 102 |
| 11º | Defensores Unidos     | 1,176    | -       | -       | 40      | 40  | 34  |
| 12º | Deportivo Riestra     | 1,157    | 44      | 35      | 39      | 118 | 102 |
| 13º | Liniers               | 1,137    | 40      | 44      | 32      | 116 | 102 |
| 14º | Deportivo Paraguayo   | 1,108    | 30      | 40      | 43      | 113 | 102 |
| 15º | Deportivo Merlo       | 1,098    | 23      | 53      | 36      | 112 | 102 |
| 16º | Barracas Central      | 1,010    | 28      | 36      | 39      | 103 | 102 |
| 17º | Juventud Unida        | 0,912    | -       | -       | 31      | 31  | 34  |
| 18º | Lugano                | 0,618    | -       | -       | 21      | 21  | 34  |

|  | Descendió a la Primera D. |